# Janowo (rejon wołkowyski)
Janowo (biał. Янова; ros. Яново) – wieś na Białorusi, w obwodzie grodzieńskim, w rejonie wołkowyskim, w sielsowiecie Wołkowysk. W źródłach spotykana jest także nazwa Janów.
W dwudziestoleciu międzywojennym leżało w Polsce, w województwie białostockim, w powiecie wołkowyskim, w gminie Biskupice.